# Mariya
Mariya (Мария en russe, Марія en ukrainien) est un prénom féminin russe, ukrainien et bulgare.

## Étymologie
C'est une variation de Maria.

## Équivalents
Ce prénom est souvent transcrit Maria en français.
- Mária en hongrois

## Personnalités portant ce prénom
- Mariya Abakumova (née en 1986) est une athlète russe spécialiste du lancer de javelot.
- Mariya Alekhina (née en 1988) est une artiste féministe russe, membre de Pussy Riot.
- Mariya Baklakova (née en 1997), est une nageuse russe, spécialiste de la nage libre.
- Maria Botchkareva (1889-1920) est une combattante russe de la Première Guerre mondiale.
- Maria Butyrskaya (née en 1972) est une patineuse artistique russe.
- Mariya Dolina (1922-2010) est une aviatrice soviétique de la Deuxième Guerre mondiale.
- Mariya Gabriel (née en 1979) est une femme politique bulgare.
- Maria Grinberg, (1908-1978) est une pianiste classique russe.
- Maria Gusakova (née en 1931) est une ancienne fondeuse soviétique.
- Maria Miloslavskaïa (1625-1669) fut une tsarine russe.
- Maria Kisseleva (née en 1974) est une nageuse synchronisée russe.
- Maria Klenova (1898-1976) est une géologue marine soviétique.
- Mariya Koryttseva (née en 1985) est une joueuse de tennis ukrainienne.
- Mariya Kuchina (née en 1993) est une athlète russe, spécialiste du saut en hauteur.
- Maria Nikolaïevna Kouznetsova (1880-1966) est une célèbre chanteuse d'opéra et danseuse russe.
- Mariya Itkina (née en 1932) est une athlète soviétique, spécialiste des épreuves de sprint.
- Maria Mazina (née en 1964) est une escrimeuse russe pratiquant l'épée.
- Maria Petrovikh (1908-1979) est une poétesse et traductrice soviétique.
- Mariya Pinigina (née en 1958) est une athlète soviétique, spécialiste du 400 mètres.
- Mariya Ryemyen (née en 1987) est une athlète ukrainienne, spécialiste du 100 mètres.
- Maria Sharapova (née en 1987) est une joueuse de tennis russe.
- Mariya Savinova  (née en 1985) est une athlète russe, spécialiste du 800 mètres.
- Maria Sidorova (née en 1979) est une handballeuse russe.
- Mariya Stadnik (née en 1988) est une lutteuse libre azerbaïdjanaise.
- Marie Vassilieff  (1884-1957) est une artiste peintre et sculptrice russe.
- Maria Vergova (née en 1950) est une athlète bulgare spécialiste du lancer du disque.
- Mariya Yaremtchouk (née en 1931) est une chanteuse ukrainienne.
- Maria Yudina (1899-1970), est une pianiste russe.
- Maria Zankovetska (1854-1934) est une actrice de théâtre ukrainienne.